# پاکو رابان
پاکو رابان (اسپانیایی: Paco Rabanne‎، با نام اصلی Francisco Rabaneda Cuervo، زادهٔ ۱۸ فوریهٔ ۱۹۳۴ – درگذشتهٔ ۳ فوریهٔ ۲۰۲۳) طراح مد فرانسوی اهل اسپانیا بود، که بنیانگذار برندی با همین نام می‌باشد و در زمینه تولید عطر فعالیت می‌کند. وی همچنین برندهٔ جوایزی همچون لژیون دونور (افسر) شده‌ است.